# Merrill Samuel Taylor
Merril Samuel Taylor, kanadski letalski častnik, vojaški pilot in letalski as, * 15. april 1893, Regina, Saskatchewan, † 7. julij 1918, Hamel (KIA).
Nadporočnik Taylor je v svoji vojaški službi dosegel 8 zračnih zmag.

## Življenjepis
Med prvo svetovno vojno je februarja 1917 vstopil v Kraljevo pomorsko zračno službo.
Nato je bil kot pilot Sopwith Camel dodeljen 9. pomorskemu eskadrilji, nakar je bil premeščen k 209. skvadronu.
2. maja 1918 je sestrelil Hansa Weissa (Jasta 11). Umrl je v zračnem dvoboju s Francem Büchnerjem.

## Odlikovanja
- Croix de Guerre (Francija)